# Тальхайм (Хайльбронн)
Тальхайм (нем. Talheim) — община в Германии, в земле Баден-Вюртемберг.
Подчиняется административному округу Штутгарт. Входит в состав района Хайльбронн. Подчиняется управлению «Флайн-Тальхайм». Население составляет 4820 человек (на 31 декабря 2010 года). Занимает площадь 11,62 км².
Известен благодаря обнаруженной здесь древнейшей братской могиле жертв войны.